# ريك فان ليندن
ريك فان ليندن (بالفرنسية: Rik Van Linden)‏ ولد بتاريخ 28 يوليو 1949 في بلجيكا، هو دراج بلجيكي سابق في صنف سباق الدراجات على الطريق.

## سجل النتائج

### سباقات أو مراحل فاز بها
- طواف فرنسا
- طواف إسبانيا
- طواف إيطاليا

## وصلات خارجية
- الموقع الرسمي

## روابط خارجية
- ريك فان ليندن على موقع أرشيف الدراجات (الإنجليزية)
- ريك فان ليندن على موقع إحصائيات الدراجات الإحترافية (الإنجليزية)
- ريك فان ليندن على موقع CycleBase (الإنجليزية)